# トビーレミントン
トビーレミントン、トビー・レミントン（Toby Remington）は、ポーランド人ガンスミスのリシャルト・トビス (pl:Ryszard Tobys) が製作した、世界最大級の拳銃。
レミントンM1859をベースに、大幅にスケールアップされたモデル。

## 解説
なぜ世界最大級なのか？
- 巨大なサイズ: 一般的な拳銃と比較して、その大きさは圧倒的である。
- 強力な弾薬: 136グラムの弾丸を6発装填でき、50メートルを超える距離でも正確な射撃が可能。

製作の背景と特徴
- ハンドメイド: ほとんどの部品が手作業で作られており、約2,500時間を費やして完成した。
- ユニークな存在: 世界に一つしかない、まさに一点ものの作品である。
- ギネス記録: 世界最大の拳銃としてギネスワールドレコーズに認定されている。

なぜ「トビー・レミントン」と呼ばれるのか？
- 製作者の名前: 製作者のリシャルト・トビス氏の名前が、この拳銃の名前の一部として使われている。

どこで見ることができるのか？
- 一般公開の情報は少ない: トビー・レミントンは個人所有であり、一般に公開されている情報や展示されている場所については、現時点では詳細な情報が見つかっていない。